# HD 192699 b
HD 192699 b és un exoplaneta ubicat aproximadament a 214 anys llum en la constel·lació d'Aquila, orbitant l'estrella HD 192699. Aquest planeta va ser descobert a l'abril de 2007, amb 2,5 vegades la massa de Júpiter. Malgrat la seva distància orbital més gran que la de la Terra, el període orbital és menor d'un any, a causa del fet que l'estrella del sistema és més massiva que el Sol.
L'existència d'aquest planeta al voltant d'una estrella d'1,68 masses solars l'agrupa en un dels tres planetes dels que hi ha proves indirectes de sistemes planetaris voltant estrelles del tipus A.